# Stardust (brano musicale)
Stardust (in italiano: Polvere di Stelle) è un popolare brano musicale statunitense composto nel 1927 da Hoagy Carmichael con il testo aggiunto nel 1929 da Mitchell Parish. La prima incisione fu realizzata a Richmond nell'Indiana dallo stesso Carmichael con la sua orchestra. La canzone (una canzone su una canzone d'amore), molto influenzata dal jazz, entrò ben presto nel Great American Songbook ed è uno dei brani che conta il maggior numero di incisioni discografiche del XX secolo, con oltre 1500 registrazioni.
Nel 2004, la registrazione originale di Carmichael del 1927 è stata inclusa nell'elenco delle 50 incisioni discografiche selezionate dalla  Library of Congress per essere aggiunta al National Recording Registry.

## Composizione
Stardust (inizialmente "Star Dust", ed infine trascritto "Stardust") è stata scritta al Book Nook di Bloomington, nell'Indiana, con un vecchio pianoforte dalla band di Carmichael nel 1927. Carmichael disse che fu ispirato dai tipi di improvvisazione di Bix Beiderbecke. All'inizio il singolo ha attratto solo poca gente, in gran parte musicisti, alcuni dei quali (come Artie Shaw) registrarono la propria versione sulle note di  Carmichael.
Mitchell Parish scrisse un testo per la canzone, basandosi sulle idee di Carmichael, e pubblicò la sua versione nel 1929. Una versione lenta venne registrata nell'ottobre del 1928, ma il vero salto di qualità si ha nel 1930 con una versione romantica di Isham Jones.
Nel 1957 Nat King Cole registra la sua versione nel fortunato album Love Is the Thing.

## Cover
La canzone venne tradotta in italiano da Alberto Curci, che la firmò usando lo pseudonimo Devilli; venne incisa su 78 giri (pubblicato dalla Odeon) nel 1946 da Carlastella, con l'arrangiamento curato dal Maestro Enzo Ceragioli.
Del brano è stata fatta una cover in lingua originale ad opera di Mina, contenuta nell'album Caterpillar del 1991.
In seguito questa versione ebbe numerose altre incisioni; nel 2017 Bob Dylan ne registra una versione che include nel triplo album Triplicate.